# Бизенталь
Бизенталь (нем. Biesenthal) — город в Германии, в земле Бранденбург.
Входит в состав района Барним. Подчиняется управлению Бизенталь-Барним. Население составляет 5543 человека (на 31 декабря 2010 года). Занимает площадь 60,48 км². Официальный код — 12 0 60 024.
Город подразделяется на 1 городской район.
| Год  | Население |
| ---- | --------- |
| 2005 | 5509      |
| 2010 | 5563      |

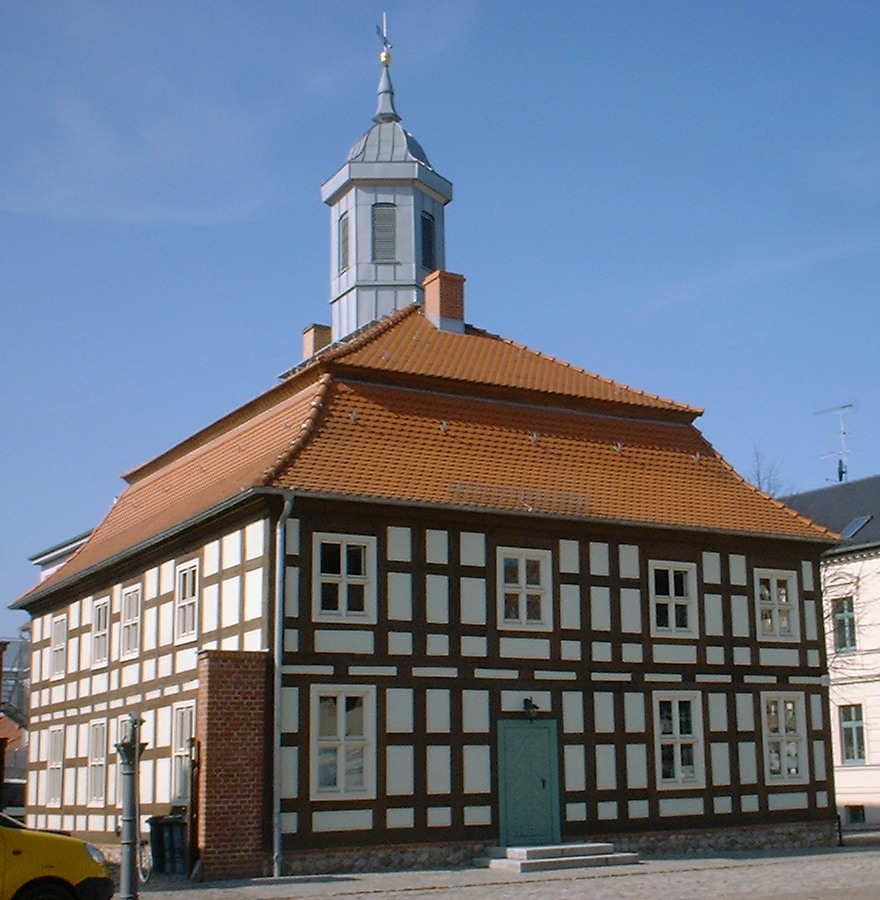
Ратуша Бизенталя
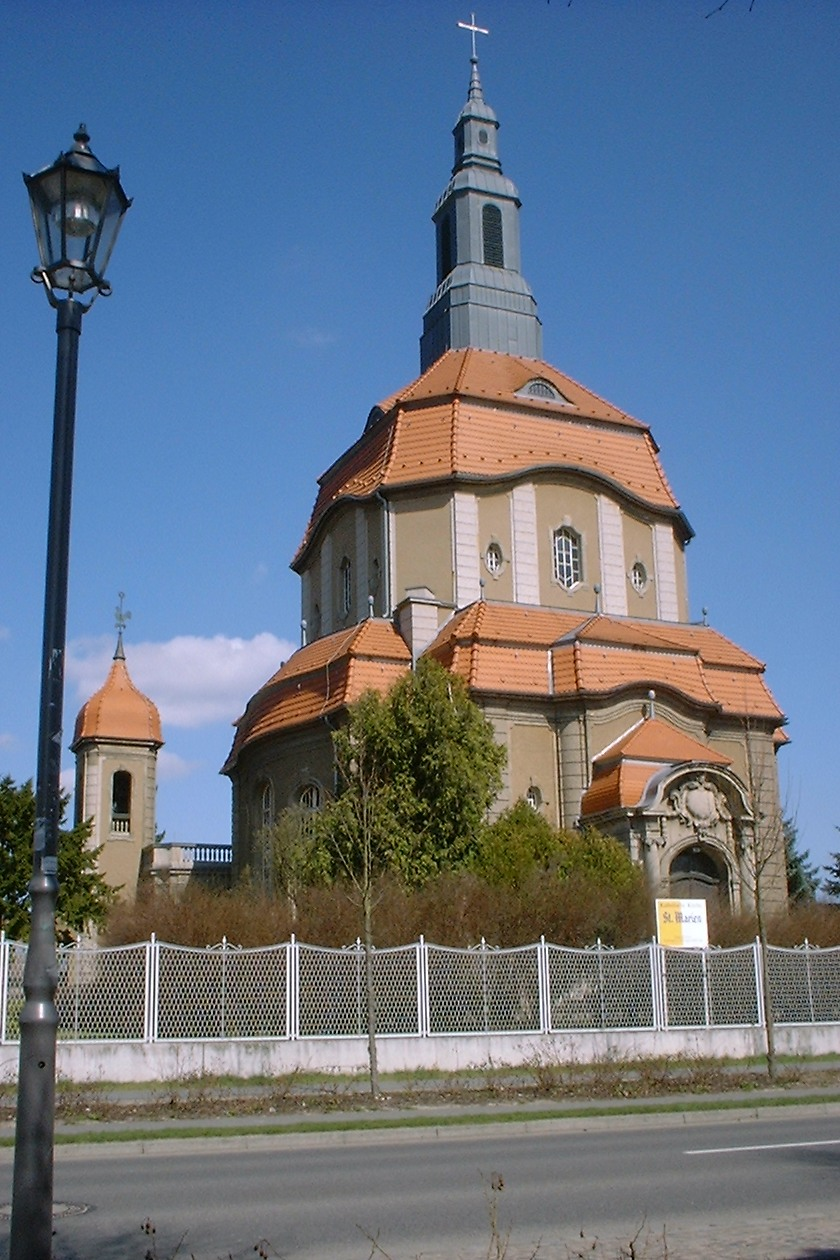
Кирха Св. Марии